# Don’t Break the Oath
Don’t Break the Oath ist das zweite Album der dänischen Heavy-Metal-Band Mercyful Fate.

## Entstehungsgeschichte
Die Band begann am 30. April 1984 mit den Arbeiten an Don’t Break the Oath und brauchte dafür 19 Tage. Ein Großteil des Materials war zuvor auf Demos der Band erschienen, zum Teil unter anderen Namen, mit anderen Texten oder Arrangements, und war zum Teil vor dem Debütalbum Melissa geschrieben worden. Come to the Sabbath und The Oath waren bereits fertig, als es erschien; die Band entschied jedoch, sie für ihr zweites Album zu verwenden. Das Album wurde im Mai 1984 in den Easy Sound Studios zusammen mit Henrik Lund aufgenommen, der auch Melissa produziert hatte. Lund bat die Band erneut, außerhalb des Studios zu bleiben, bis er fertig sei, diesmal lehnte die Band jedoch ab und kam dennoch herein und kümmerte sich nicht um seine Reaktion. Aufgrund ihrer Anwesenheit konnten die Musiker nötige Änderungen an Dingen wie dem Nachhall, Echos und dem Gesang ändern, die damals manuell abgemischt werden mussten. Das Album erschien am 10. August 1984 kurz vor einer US-Tournee, bei der Mercyful Fate sowohl als Hauptband in Clubs als auch als Vorgruppe für Motörhead in Theatern spielte.

## Titelliste
1. A Dangerous Meeting (Shermann) – 7:43
2. Nightmare (Shermann) – 6:19
3. Desecration of Souls (Shermann, Denner) – 4:54
4. Night of the Unborn (Diamond) – 4:59
5. The Oath (Diamond, Denner) – 7:31
6. Gypsy (Shermann) – 3:08
7. Welcome Princes of Hell (Diamond, Denner) – 4:03
8. To One Far Away (Diamond) – 1:31
9. Come to the Sabbath (Diamond) – 5:19

## Stil und Texte
Die Produktion ist professioneller als auf dem Vorgänger Melissa. Das Album enthält melodische, von Gitarristen wie Michael Schenker beeinflusste, z. T. doppelt übereinandergelegte Gitarrensoli sowie ein komplexes Songwriting mit vielen Breaks. Inhaltlich dem Black Metal zuzuordnen, gibt es musikalische Referenzen etwa zu den frühen Iron Maiden.
Das Album beginnt mit A Dangerous Meeting, einem langsameren Titel.
Das nächste Lied, Nightmare, behandelt einen Albtraum, den der Sänger King Diamond einige Jahre zuvor hatte. In diesem hatte er geträumt, ein schwarzes Buch gesehen zu haben, aus dem heraus eine Frau zum Leben erweckt wurde. In seinem Traum versuchte er, nach seinem Bruder, der damals im selben Zimmer wie Diamond schlief, und um Hilfe zu schreien, doch er bekam kein Geräusch heraus. Die Frau gab ihm ein Zeichen, ihr zu folgen, und er fühlte sich gezwungen, dies zu tun. Er befand sich in der Mitte eines Covens aus 13 verhüllten, schattenhaften Personen wieder, die auf ihn zeigten und sagten, er lebe von geliehener Zeit. Diamond wachte schweißgebadet auf.
Desecration of Souls ist langsamer, aber mit „mahlender“ Doublebass, das nur verhältnismäßig wenige Tempowechsel enthält. Die A-Seite der LP endet mit Night of the Unborn, das von ruhenden Seelen im Vorfeld einer Schwarzen Messe berichtet.
The Oath, das erste Lied auf der B-Seite, hat einen Treueeid gegenüber Luzifer als Text. Obwohl die Band Diamond und Denner als Urheber angibt, stammt der Text größtenteils wortgetreu aus der Schwarzen Messe The Satanic Mass der Coven-LP Witchcraft: Destroys Minds & Reaps Souls von 1969. Mercyful Fate übernimmt Teile des Eids, den dort der Hohepriester einer Frau vorgibt, denen (bei Coven zuvor vom Hohenpriester gesprochene) Teile der Messe. Während Luzifer bei Coven dabei mit den fünf Namen Satan, Beelzebub, Leviathan, Asmodeus und Abaddon angerufen wird, sind es bei Mercyful Fate Satan, Leviathan, Belial und Luzifer. Dem folgen weitere Teile des Eids. Dem Treueschwur folgen das auch bei Coven vorkommende Zitat „Do what thou wilt shall be the whole of the law“ aus Aleister Crowleys Liber AL vel Legis und die bei Coven als liturgischer Gesang vorgetragene Passage „Sicut erat in principio, et nunc, et semper, et in saecula saeculorum. Amen.“ (in etwa: „Wie es am Anfang war, jetzt ist, und immer sein wird, und in den Zeitaltern der Zeitalter. Amen.“) aus dem Gloria Patri, in der englischen Übersetzung „As it was at the beginning, is now, and ever shall be / World without end, Amen.“ entsprechend (Eph 3,21 ) in der King-James-Bibel und Cranmer’s Book of Common Prayer.
In Gypsy wendet der Erzähler sich an eine Zigeunerin, die in ihre Kristallkugel sehen und ihm Geheimnisse verraten soll. Er erfährt, dass er und sie Kinder des Teufels sind und sie Teil von ihm und seiner Seele ist. Es wird gemutmaßt, dass das Lied für Diamond autobiographisch sein könnte.
Welcome Princes of Hell, fälschlich als Welcome Princess of Hell angegeben, ist aus der Sicht einer Person geschrieben, die Gastgeber einiger Wesen aus der Unterwelt ist, die die als Freunde bezeichnet. Der Text beruht auf einer Erfahrung Diamonds, bei der er mit seinem Bruder und einem weiteren Mitglied der Band trank und das Glas seines Bruders sich plötzlich etwa 30 Zoll vom Tisch erhob und langsam wieder senkte, ohne dabei einen Tropfen zu verschütten. Dies nahmen alle drei Anwesenden wahr, und da King Diamond Geister als seine Beschützer ansieht, fühlte er sich dabei unwohl. Auch der spätere Titel Ghost of Change vom Album Into the Unknown bezieht sich auf diese Erfahrung.
To One Far Away ist ein eineinhalbminütiges Instrumentalstück, das bis auf ein E-Gitarren-Solo auf einer akustischen Gitarre gespielt ist.
Der letzte Titel Come to the Sabbath handelt erneut von einer Schwarzen Messe und greift die bei Mercyful Fate immer wieder auftauchende fiktiven Figur der Melissa auf, einer Hexe, die von einem Priester getötet wurde und der hier im Rahmen eines Hexensabbaths verflucht wurde.

## Veröffentlichungen
Für den japanischen Markt erschien eine CD-Pressung mit den englischsprachigen Texten und japanischen Übersetzungen.
1997 wurde das Album in einer remasterten Version wiederveröffentlicht. Auf dieser findet sich eine Demo-Version von Death Kiss, das später A Dangerous Meeting wurde und ursprünglich Walking Back to Hell hieß.

## Rezeption
Gene Hoglan schrieb im Braindamage, das Album verspreche, einer der Klassiker des Jahres 1984 zu werden. Die Produktion sei deutlich besser, die scharfen Gitarren des Vorgängers seien zugunsten eines guten, mahlenden, dualen Gitarrenklangs mit einigen großartigen Harmonien verschwunden und die Rhythmussektion von Hansen und Buzz sei eine der technischsten, die es gebe, wobei Hansen seine Harris-Einflüsse gut nutze. King Diamonds Gesang müsse man können oder hassen, er, Hoglan, liebe seine Stimme, und Diamond sei auch ein meisterhafter Textschreiber. Die Band beherrsche die Tempowechsel meisterhaft, und jedes Lied bringe den Faustschlag durch, der vielen der Lieder auf Melissa fehle. Seiner Meinung nach hätte To One Far Away ein gutes Intro abgegeben, sollte aber keinen Titel haben. Als einzigen negativen Kritikpunkt nannte er einen Break im Lied Come to the Sabbath, den King Diamond aus dem Intro zu Stevie von Pat Travers gestohlen habe, wie zuvor im Lied Demon Bell vom Vorgängeralbum Elemente aus Travers’ Snortin’ Whiskey. In den Vereinigten Staaten erreichte Don’t Break the Oath kurz nach seiner dortigen Veröffentlichung durch Combat Records Platz 202 der Billboard-Charts und damit nur beinahe in deren Top 200. Die Internetseite Metal Rules nahm das Album auf Platz 1 ihrer Top 50 der extremen Metal-Alben; es sei so essentiell und bahnbrechend wie Master of Puppets, The Number of the Beast oder Screaming for Vengeance. Das Album gilt als das beste der Band. Fenriz von Darkthrone erwähnt, dass Don’t Break the Oath für ihn und Nocturno Culto (ebenfalls bei Darkthrone) eines der wichtigsten Alben überhaupt sei. Er glaube, er habe das Album seit 1985 durchgehend gehört. Das Magazin Rock Hard setzte Don’t Break the Oath 2007 auf Platz 23 seiner 500 Titel umfassenden Bestenliste. Chefredakteur Götz Kühnemund schrieb, das Album sei „das perfekte Bindeglied zwischen der Black-Metal- und der traditionellen Metal-Szene“ und werde in beiden Lagern „vergöttert“.